# Martyn P. Casey
Pour les articles homonymes, voir Casey.
Martyn Paul Casey, né le 10 juillet 1960 à Perth (Australie), est un bassiste australien. Il est connu pour avoir été membre de The Triffids durant les années 1980, de Nick Cave and the Bad Seeds depuis 1992, et de Grinderman de sa création (2006) à la fin du groupe, en 2011.
Il joue sur Fender Precision Bass et Fender Jazz Bass.

## Biographie
Martyn Paul Casey est né à Chesterfield, dans le Derbyshire, en Angleterre, le 10 juillet 1960. il a un frère jumeau prénommé Mark. Le groupe original de Casey s'appelait The Nobodies, formé en février 1980, avec Matthew Stirling (Matthew de la Hunty, plus tard Tall Tall et True) à la guitare et Steve Eskine à la batterie (cette formation du groupe a sorti une cassette de leur enregistrements).
Au début de l'année 1981, il quitte The Nobodies et joue dans un groupe de reggae, A2Z. Lorsqu'il ne tourne pas, il habite à Fremantle avec sa femme et ses enfants, où il joue avec Kevin Smith and the Seven Storey Jumpers.